# Ida Rendano
Ida Rendano (Napoli, 16 gennaio 1972) è una cantante, attrice teatrale e showgirl italiana, interprete della canzone napoletana.

## Biografia
Studia canto lirico e solfeggio partecipando, in seguito, a vari concorsi canori come "Passaporto per Sanremo", dove si classifica seconda interpretando Almeno tu nell'universo.
Comincia sin da piccola a muovere i primi passi nel mondo della canzone, seguendo le orme del padre Ciro. Nel 1982 recita nella canzone "Relazione" del cantante Patrizio. Nel 1984, il maestro Enzo di Domenico la sceglie per interpretare il ritornello della sua "Puffo" mentre nel 1985 recita nel brano "Terza elementare" di Mauro Nardi.
Nel 1990 viene pubblicato il primo album della Rendano, intitolato Così quasi per gioco, che vede la collaborazione di un allora poco noto Gigi D'Alessio, il quale curerà anche il secondo album della cantante, Giocheremo ancora insieme, e il quarto, Per tante piccole ragioni, al quale partecipa anche duettando con Ida nel brano Nun ce appiccecamme.
Nel 1992 la Rendano entra in contatto con Nino D'Angelo, con cui incide la canzone Solitudine, inclusa nell'album Bravo ragazzo dello stesso Nino. Comincia per Ida una tournée che tocca varie città in Italia. Sempre in quell'anno la DI.ELLE.O di D'Angelo le produce il disco Femmene.
Nel 1994 collabora nuovamente con D'Alessio incidendo il disco Per tante piccole ragioni contenente il brano Ciao mamma che diventerà la sigla della prima trasmissione TV di Ida, intitolata Dj Naples in onda sul network nazionale Cinquestelle. Nello stesso anno la Rendano viene contattata per duettare insieme a Gigi Finizio nel brano Odio, già inciso in precedenza dal cantautore.
Nel 1995 è la volta del disco Canto canzoni,  prodotto da Jano Zappulla, mentre nel 1996 il maestro Augusto Visco (con la Visco Disc) segue Ida nella pubblicazione de Le classiche napoletane che racchiude 10 noti brani della tradizione partenopea.
Nel 1997 il primo album tutto in lingua italiana È un rischio..., prodotto dalla Rima Records di Milano. Il brano che dà il titolo all'album viene presentato in varie trasmissioni nazionali quali: Maurizio Costanzo Show, SUPERGIOVANI, La vita in diretta, Cronaca in diretta, Com'è, ”FURORE”, ”NAPOLI CHE PASSIONE”, ”COSTUME E SOCIETA'”, “FORMAT PRIMADONNE RAI 3”, “VEGLIONISSIMO DI CAPODANNO RAI 1”, “Domenica in”, Sottovoce e “FESTIVAL DI NAPOLI”. Nello stesso anno è la voce solista del gruppo che accompagna l'edizione estiva di Unomattina su Rai 1.
Nel 1998 incide Casa mia e Dincello mamma mia, due brani di Totò che vengono inclusi in una compilation per l'Unità, diventando la prima artista femminile ad interpretarli.
Ida ha inciso altre cover racchiuse in varie compilation. La Di Mauro Editore nel 1998 ha pubblicato una sua biografia dal titolo Canto canzoni, titolo dell'album pubblicato tre anni prima.
Nel 1999 la Rendano firma un contratto con "LA CANZONETTA" che le produce nello stesso anno il disco che porta come titolo il suo nome e cognome, distribuito dalla CGD EAST WEST, e nel 2001 Da donna a donna.
La sua passione per il teatro, invece, le darà la possibilità di aggiudicarsi 2 oscar della musica napoletana come “PERSONAGGIO FEMMINILE” e come “PERSONAGGIO DELL’ANNO”.

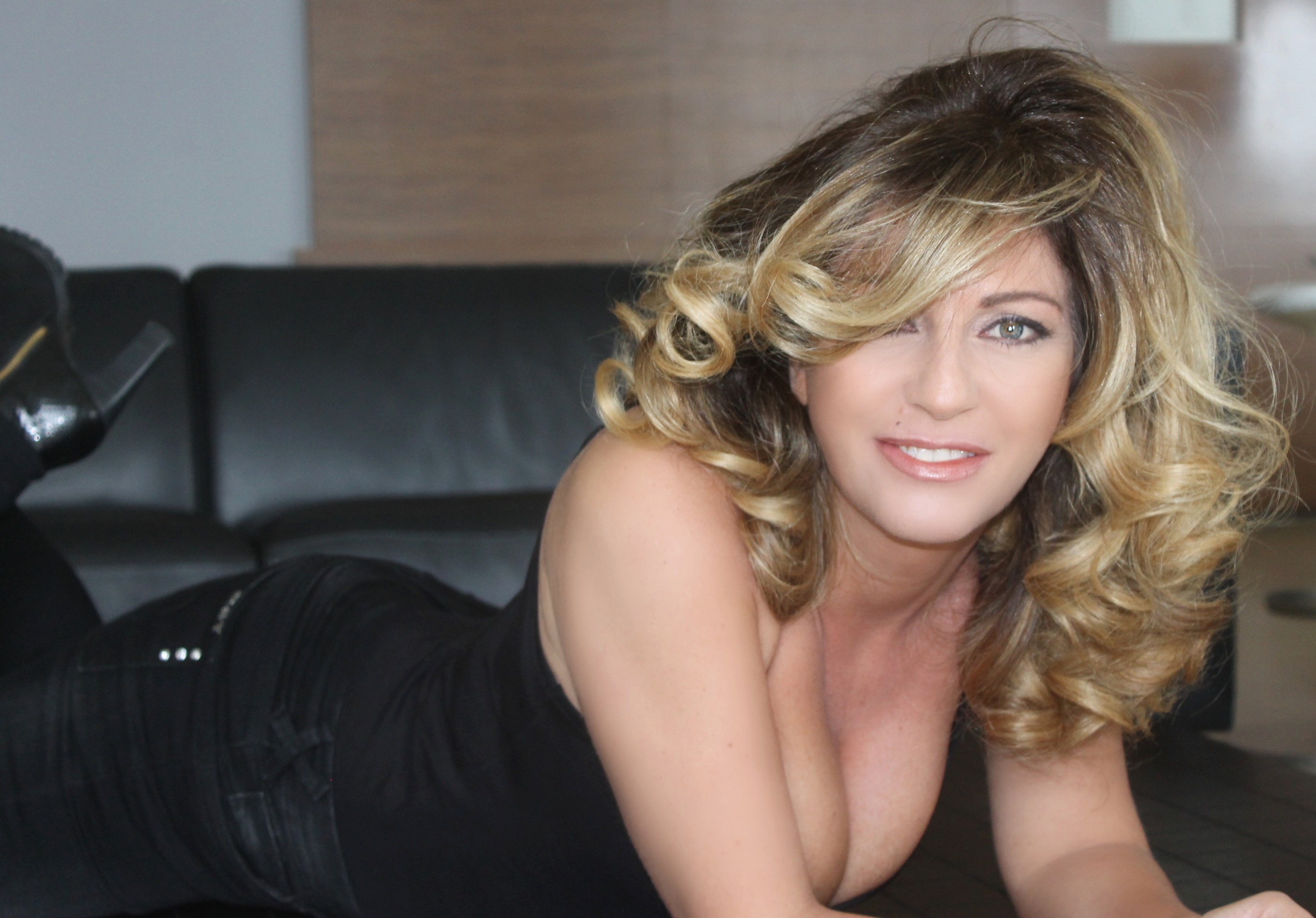

A teatro è stata protagonista in “IO RAFFAELE VIVIANI”; “P’E’ VICHE E P’E TIATRE”; “BENEVENTO CITTA’ SPETTACOLO”; “EDUARDO SCRIVE E CANTA (omaggio a E. D Filippo)”; “BENTORNATA PIEDIGROTTA”... Al 2001 risale l'incontro con Arnolfo Petri che la dirige nello spettacolo "Terraemotus- Cataclisma per una città senza più intenti". Qui la Rendano interpreta brani della tradizione classica insieme ad omaggi a Pino Daniele e Enzo Gragnaniello. Da ricordare una coinvolgente versione di Tammurriata nera adattata da Petri con stralci tratti da "La pelle" di Curzio Malaparte. Nel 2005 diventa reader d’eccezione interpretando un testo a teatro di LUCA MUSELLA: PERIFERIE DEL MONDO, PERIFERIE IMMAGINARIE. Nel 2005 insieme a Nino D’Angelo farà parte del team teatrale di “CORE PAZZO” dove Ida, nel ruolo de "L’AMORE" valicherà nella stagione 2005 - 2006 i palchi dei teatri AUGUSTEO e POLITEAMA, e, successivamente, nel 2007, del teatro TRIANON VIVIANI.

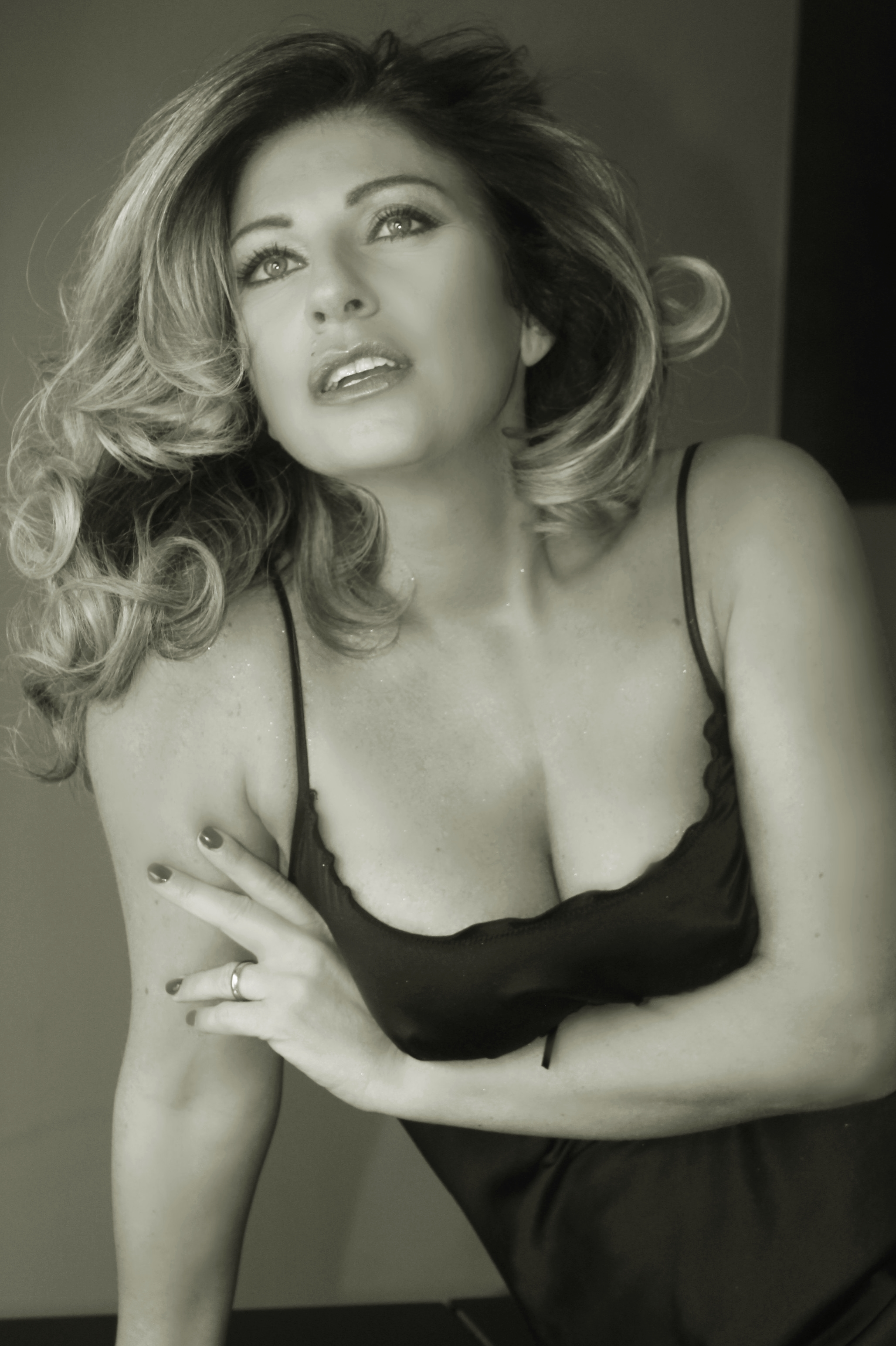

Nel 2006 pubblica il disco “So’ Accussi’” prodotto e distribuito dalla Zeus Record, e sarà protagonista all’auditorium Rai di “Anteprima di Piedigrotta” , in occasione del terzo compleanno dell'Archivio Sonoro della Canzone Napoletana. Infine, sempre in questo stesso anno, Ida sarà l’indiscussa protagonista del “Premio Carosone” interpretando due canzoni del grande Renato: “T’aspetto e nove” e “Giacca rossa e russetto”.
Nel 2006 intraprende la carriera di speaker affiancando, prima, la voce storica di Radio CRC Targato Italia, Ettore Petraroli, e continuando, successivamente, sino al 2008 , tutte le mattine, con la giornalista Francesca Grispello e lo speaker – attore Francesco Mastandrea.
L'8 settembre 2007 è protagonista alla Festa di Piedigrotta che ritorna dopo quasi 25 anni di assenza esibendosi con il brano “Ammore è sempe ammore” duettata anche insieme a Mirna Doris.
Il 22 luglio 2008 sarà nuovamente premiata nella notte degli oscar della musica napoletana al teatro Bolivar di Napoli, e nello stesso anno duetta con il noto rapper Speaker Cenzou e con i Sangue Mostro, gruppo underground Rap/Hip-Hop napoletano, nel brano “Puorteme aro' vuo' tu”.
Nel Marzo 2009 ritorna in radio, conducendo su Radio Club 91 “Rerenno e Pazzianno” insieme allo speaker Gaetano Gaudiero.
Il 21 marzo 2009 ritira al Maschio Angioino il premio Libero Bovio.
Sempre nel 2009 pubblica l'album "Gli amori persi" interamente scritto e curato da Vincenzo D'Agostino ed Enzo Rossi. Un disco con 7 tracce inedite e 4 cover: “Respiro” di Franco Simone (che partecipa anche come comparsa nel video della Rendano), “Bimbo mio” di Umberto Napoletano, “Pazzo non amore mio” di Fillipponio e “Parlammene dimane” di Gigi D'Alessio. Sempre nello stesso anno partecipa come guest star ai Venice Music Awards su Rai 2, dove interpreta Respiro.
Nel 2010 è una delle protagoniste della manifestazione Piedigrottissima in the World al teatro Bolivar; spettacolo che celebra la festa di Piedigrotta a Napoli.
Nell'Aprile 2010 è testimonial a Piazza Farnese a Roma del Disabili day, giornata a favore dei diversamente abili che chiude con una marcia un'intera settimana promossa dall'Onlus Handiamo. Per l'occasione Ida incide l'inno Distanza Non C'e. Sempre nell’ambito della beneficenza, il 25 Settembre 2010, Ida è una delle protagoniste della “GIORNATA MONDIALE DELL’ATASSIA”, esibendosi a Piazza Trieste e Trento.
Il 9 Maggio 2011 rilascia un’intervista per “Citrica Radio” emittente radiofonica argentina con sede a Buenos Aires nell’ambito della rubrica BUONGIORNO ITALIA.
Il 27 maggio 2011 si esibisce a Piazza del Plebiscito a Napoli insieme a Gigi D'Alessio duettando la storica “Nun ce appiccecamme”. Continua negli anni la sua carriera anche da speaker radiofonica conducendo programmi su diverse emittenti quali Radio CRC, Radio Club 91 ed altre.
Nel Dicembre 2011 viene pubblicato “Capita che l’amore”, contenente 11 tracce e che segna un’ulteriore svolta nella carriera di Ida in quanto è lei stessa la produttrice del disco. L’album tratta l’amore in tutte le sue sfaccettature con uno sguardo anche ai problemi sociali, infatti in “Si ca po’”, brano in cui la stessa Ida ha scritto parte della musica, si parla della violenza sulle donne, di amori psicologicamente e fisicamente violenti. Il primo singolo estratto dall’album è “Un minuto d’amore”, brano con sonorità anni ‘70/80 accompagnato da un video in Bianco e nero in cui è stata ricostruita la scenografia di “Canzonissima” trasmesso negli anni ’70 dalla Rai, e in cui Ida indossa abiti originali di Raffaella Carrà.
Nel 2012 il regista Carlo Guitto vuole la partecipazione straordinaria di Ida nel cortometraggio “VOTI”, presentato a vari festival del cinema. Nel cast anche: Enzo Gragnaniello, Davide Marotta, Valentina Stella, Enzo Moscato, Benedetto Casillo ed altri. Sempre nello stesso anno la Rendano incontra il giovane arrangiatore Checco D’Alessio, nipote del maestro Gigi; dall’incontro nasce l’ennesimo successo: “Cu Tutt’o core”, album pubblicato nel 2013, prodotto e distribuito dalla Zeus Record in cui hanno suonato musicisti che accompagnano D’Alessio nei suoi tour. L’album conquista diverse generazioni partenopee e non, confermando ancora una volta il successo di Ida. Da qui una serie di importanti manifestazioni che vedono Ida impegnata in tutta la Campania e non solo, tra esse molte serate di beneficenza. Il 6 gennaio 2014 Ida tiene un concerto a piazza del Carmine, attirando circa 10000 persone e paralizzando la città, e da questo spettacolo, dopo alcuni mesi viene pubblicato il disco “Ida e i suoi amici”, album che raccoglie due inediti e 6 vecchi successi cantati dalla Rendano in coppia con artisti di successo, rivisti in chiave moderna ed attualissima. Inoltre nello stesso anno è presente a diverse manifestazioni culturali che riguardano la città di Napoli come “Settembre ai decumani” che vede Ida protagonista di uno strepitoso concerto a Piazza San Gaetano, nel cuore del centro storico di Napoli ed ancora “Finestre sulle stelle – Omaggio ad un principe”, svoltosi nel quartiere Sanità di Napoli per omaggiare il grandissimo Antonio De Curtis.
Tra varie serate benefiche, tra cui diversi concerti nelle carceri di Pozzuoli, Nisida, Arienzo, Poggioreale ed altri, Ida nel 2016 pubblica l’album PE SEMPE, in cui duetta con i “Farias”, duo argentino molto famoso in America Latina e conosciuti in Italia soprattutto per la loro partecipazione ad X-Factor. Nel 2017 prepara un duetto con Speaker Cenzou che sarà pubblicato nell’album dello stesso artista, e pubblica 2 inediti in lingua napoletana, uno dei quali vede la partecipazione del giovane artista Ivan Granatino. Conduce in TV  “La tv dei ragazzi...favole a sorpresa”, un programma dedicato ai bambini e non solo...Ida fa da conduttrice ma canta anche sigle dei cartoni animati e cult anni '80. Porta in scena a Caserta uno spettacolo dal titolo “È così…le canto io”, per la regia e direzione di René Bonante, recital di classici napoletani presentati nell’ambito di una rassegna culturale tenutasi al Teatro Don Bosco (CE) che la vede in veste di CANTATTRICE. Canta e recita alcune delle più belle canzoni della tradizione musicale partenopea. Il 24 Giugno 2017, Nino D’Angelo la vuole come ospite d’onore allo stadio San Paolo durante un concerto in cui celebra i suoi 60 anni. Insieme duettano “Solitudine” creando un vero e proprio delirio in platea. Sempre nello stesso anno, svolta musicale per la Rendano con il brano “Por Culpa Tuya”, cantato interamente in lingua spagnola. Un brano dal ritmo latino sensuale che ci propone un video con una Ida sexy ed allo stesso tempo determinata.
Negli ultimi anni ha ricevuto diversi premi alla carriera e riconoscimenti per il suo impegno sociale. Ida infatti è madrina di due associazioni benefiche: S.O.F.I.A. e la ENZO FOUNDATION. Sempre più numerose sono le sue partecipazioni a favore di strutture che raccolgono fondi destinati ai meno fortunati. Si esibisce in diverse case circondariali Campane.
Nel 2017 riceve il Premio "Ambasciatore del sorriso" e il 7 Dicembre partecipa alla XVII edizione del premio MASSIMO TROISI presso Villa Bruno a San Giorgio a Cremano, nell'ambito della rassegna SCANZONATISSIME dove interpreta "Clementina Santafe'". Partecipa inoltre come super ospite al concerto di Nino D'Angelo allo stadio San Paolo.
Dicembre 2018, Ida diventa la testimonial del calendario "Salviamoci dall'amore malato", un progetto che nasce dall'idea del famosissimo visagista napoletano René Bonante e che raccoglie i volti di 11 donne "rinate" dopo aver vissuto un amore appunto "malato". Il tema è chiaramente la violenza sulle donne e la Rendano presta il volto alla copertina e all'interno del calendario nel mese di Dicembre. Le foto sono firmate Antonio Aragona.
Nel 2020 torna a teatro con lo spettacolo "La scommessa" esibendosi in diversi teatri di Napoli e della Campania.
Nel 2021 partecipa al libro/disco "NAPOLI è MIA" tributo corale dedicato alla grande Mia Martini.
Nel 2022 è la madrina del premio nazionale "Federico Del Prete" e riceve il premio "The Champion" kermesse dedicata a personaggi noti del panorama partenopeo.
Da Novembre a Dicembre 2022 è protagonista dello spettacolo "Un suocero di troppo" al teatro Totò insieme a Diego Sanchez, Oscarino Di Maio ed altri attori.
Sempre nello stesso anno, in occasione dei suoi 50 anni, omaggia l'artista Gigi Finizio con la cover della canzone "Smania".
Si dedica periodicamente anche al teatro, interpretando opere di diversi autori internazionale e napoletani tra cui: Raffaele Viviani, Nino D'Angelo e Mario Merola.
Ha collaborato con Nino D'Angelo, Gigi Finizio, Gigi D'Alessio, Mario Merola, Franco Simone, Carmelo Zappulla, Franco Ricciardi.

## Discografia

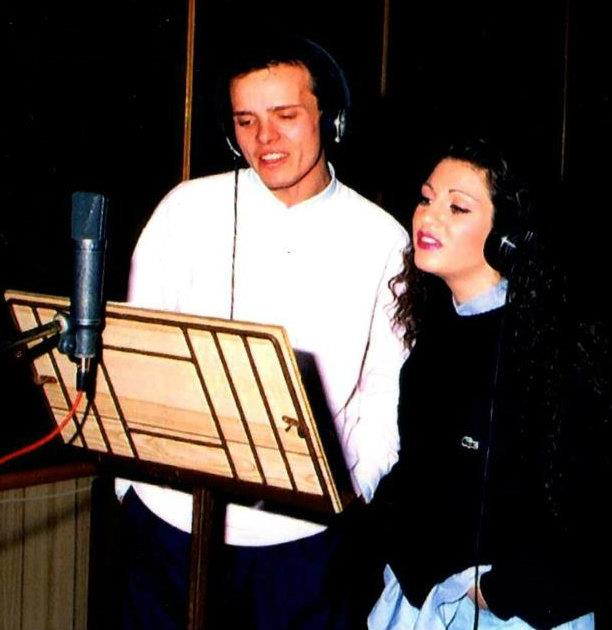
Gigi D'Alessio e Ida Rendano (1992)

- 1990 – Così quasi per gioco (Zeus Record - GDS)
- 1992 – Giocheremo ancora insieme (Zeus Record - GDS)
- 1993 – Femmene (Di.Elle.O)
- 1994 – Per tante piccole ragioni (Zeus Record - GDS)
- 1995 – Canto canzoni (Mea Sound)
- 1996 – Le classiche napoletane (Visco Disc)
- 1997 – È un rischio (Dig It International)
- 1997 – Cunusce Pusilleche (Arepo)
- 1999 – Ida Rendano (La Canzonetta)
- 2001 – Da donna a donna -Hablame (La Canzonetta)
- 2003 – Core 'e femmena -Lacreme (DV More Records)
- 2004 – 90/04 (Napoli International s.r.l.)
- 2005 – Zittu zitte special (Mea Sound)
- 2006 – Voglio Penza' a te (Zeus Record)
- 2007 – So' Accussi' (Zeus Record)
- 2009 – Gli amori persi (Italia Promotions)
- 2011 – Capita che l'amore (Idadà Produzioni)
- 2013 – Cu tutt'o core - (Zeus Record)
- 2014 – IDA e i suoi amici - (Zeus Record)
- 2016 – Pe' Sempe - (Zeus Record)